# Vulturul Comarnic

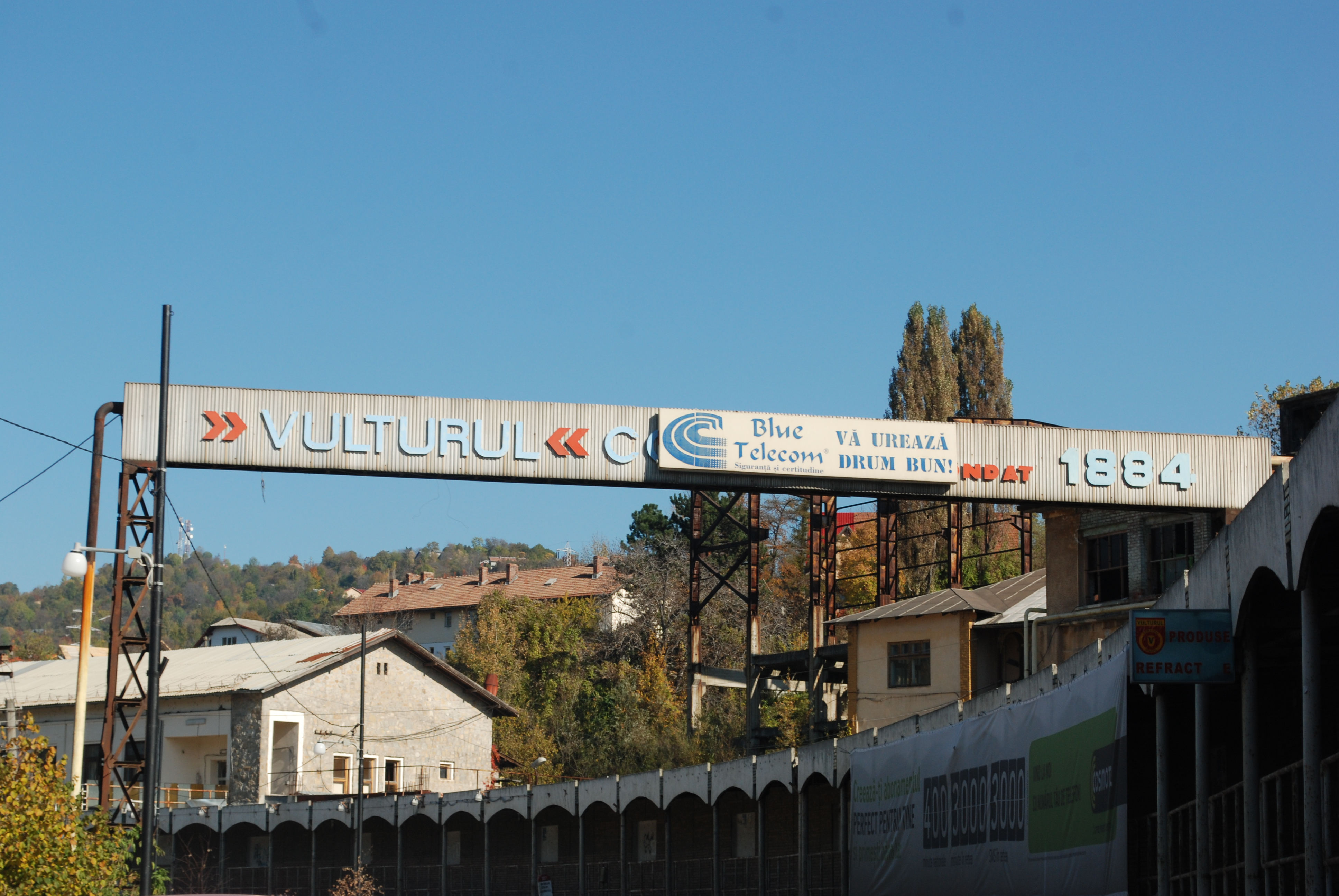
Bannerul companiei

Vulturul Comarnic este o companie producătoare de produse ceramice din România.
Compania are ca obiect principal de activitate fabricarea și comercializarea de produse refractare silico-aluminoase, ceramică tehnică, mase și betoane refractare.
Pe lângă această activitate principală, societatea desfășoară o activitate de comerț cu amănuntul și activitate de alimentație publică și activități de tranzacții mobiliare pe piețele organizate de valori mobiliare.
Compania a fost înființată în anul 1884 ca fabrică de materiale de construcții.
Acționarul majoritar al companiei este Cătălin Chelu, care deține 47,93%, în vreme ce SIF Muntenia (SIF4) are o participație de 33,58%.
Acțiunile Vulturul Comarnic se tranzacționează la categoria de bază a pieței Rasdaq, secțiunea XMBS, sub simbolul VULT.
Cifra de afaceri în 2006: 6,7 milioane lei